# Gomphostemma

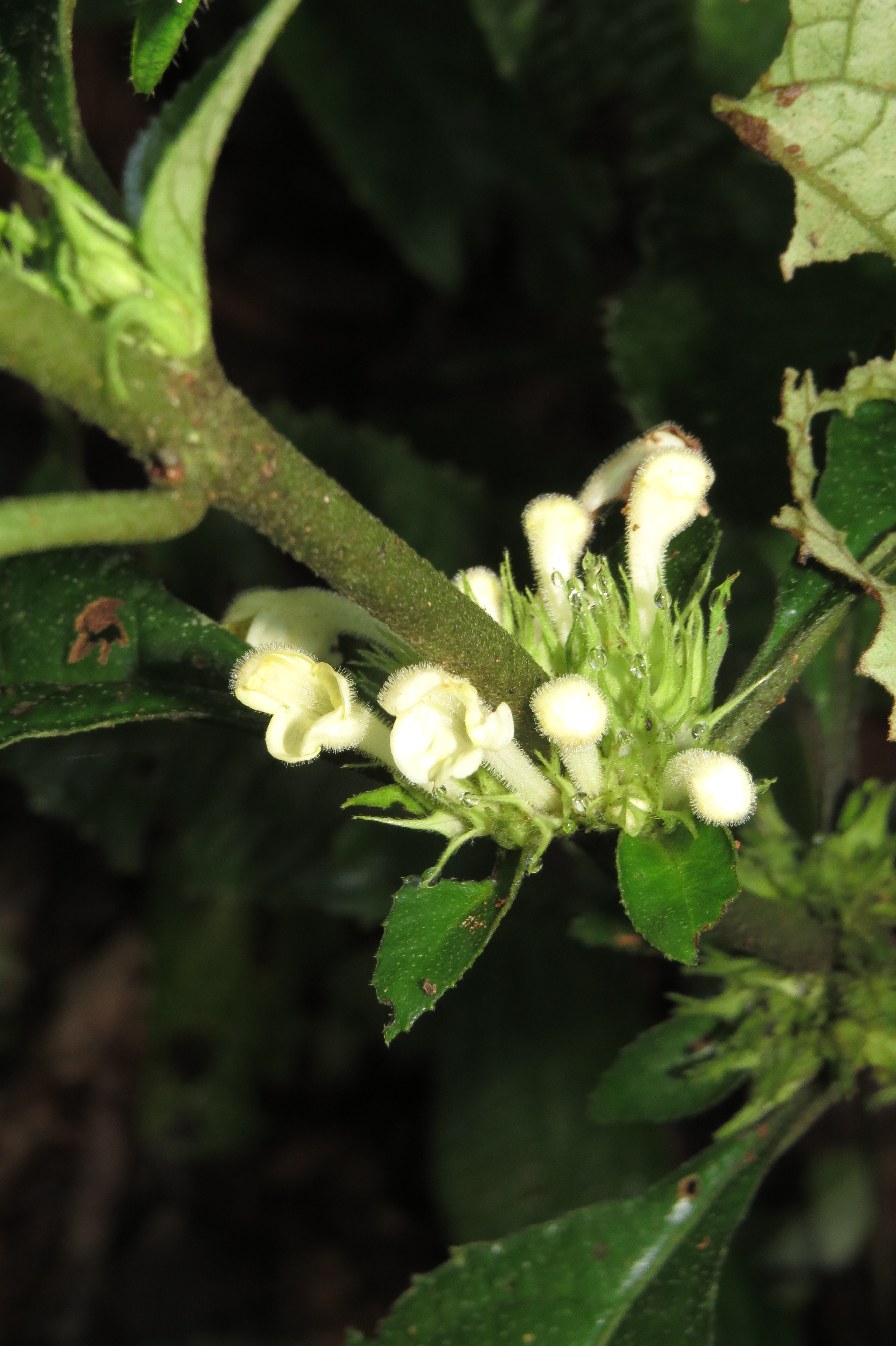
Gomphostemma eriocarpum

Gomphostemma – rodzaj roślin z rodziny jasnotowatych. Obejmuje 30 gatunków. Rośliny te występują w południowo-wschodniej Azji od Indii po Chiny, Filipiny i Wielkie Wyspy Sundajskie. Jest to jeden z nielicznych rodzajów z rodziny jasnotowatych występujący w tropikalnych lasach deszczowych i na ich obrzeżach.
Niektóre gatunki, zwłaszcza G. javanicum, wykorzystywane są jako rośliny lecznicze.

## Morfologia
PokrójByliny i krzewy o pędach pokrytych gwiazdkowatymi i prostymi włoskami.
LiścieOgonkowe, z brzegiem blaszki ząbkowanym lub piłkowanym.
KwiatyZebrane w siedzące lub szypułkowe wierzchotki wyrastające w okółkach w szczytowej części pędów, czasem na osobnych pędach kwiatonośnych, tworzących kłosopodobne lub wiechopodobne kwiatostany złożone. Podsadki wspierające okółki są okrągławe do równowąsko lancetowatych. Kielich dzwonkowaty lub rurkowaty, 10-żyłkowy, z 5 ząbkami równej lub podobnej długości. Korona kwiatu z dwiema wargami, fioletowa, żółta lub biała, bez pierścienia włosków wewnątrz. Górna warga prosta, całobrzega lub z wycięciem na końcu, rzadko z kończykiem. Dolna warga szeroka, trójłatkowa, ze środkową łatką największą. Pręciki cztery, dwusilne, z nitkami owłosionymi, z pylnikami par pręcików równoległymi i przytulonymi. Szyjka słupka na szczycie z rozwidlonym znamieniem, schowana w rurce korony.
OwoceRozłupki jajowate, rzadko kulistawe, pomarszczone, gładkie lub owłosione. W poszczególnych kwiatach dojrzewa ich od 1 do 4.

## Systematyka
Pozycja systematyczna
Rodzaj z plemienia Gomphostemmateae w obrębie podrodziny Lamioideae z rodziny jasnotowatych Lamiaceae.
Wykaz gatunków
- Gomphostemma aborense Dunn
- Gomphostemma andamanensis L.J.Singh, M.C.Naik & Ekka
- Gomphostemma chinense Oliv.
- Gomphostemma crinitum Wall. ex Benth.
- Gomphostemma curtisii Prain
- Gomphostemma dolichobotrys Merr.
- Gomphostemma eriocarpon Benth.
- Gomphostemma grandiflorum Doan ex Suddee & A.J.Paton
- Gomphostemma hainanense C.Y.Wu
- Gomphostemma hemsleyanum Prain ex Collett & Hemsl.
- Gomphostemma heyneanum Wall. ex Benth.
- Gomphostemma hirsutum Walsingham
- Gomphostemma javanicum (Blume) Benth.
- Gomphostemma keralense Vivek., Gopalan & R.Ansari
- Gomphostemma leptodon Dunn
- Gomphostemma mastersii Benth. ex Hook.f.
- Gomphostemma melissifolium Wall. ex Benth.
- Gomphostemma microcalyx Prain
- Gomphostemma microdon Dunn
- Gomphostemma niveum Hook.f.
- Gomphostemma nutans Hook.f.
- Gomphostemma ovatum Wall. ex Benth.
- Gomphostemma parviflorum Wall. ex Benth.
- Gomphostemma pedunculatum Benth. ex Hook.f.
- Gomphostemma phetchaburiense Bongch. & Poopath
- Gomphostemma stellatohirsutum C.Y.Wu
- Gomphostemma strobilinum Wall. ex Benth.
- Gomphostemma sulcatum C.Y.Wu
- Gomphostemma thomsonii Benth. ex Hook.f.
- Gomphostemma velutinum Benth.